# Probleemoplossing
Probleemoplossing is het proces dat moet leiden tot een oplossing voor een probleem. Het is object van onderzoek binnen de cognitieve psychologie.

## Algemeen
Door uiteenlopende auteurs is geprobeerd vat te krijgen op het proces van problemen oplossen. Volgens sommige psychologen vereist het oplossen van problemen een bepaald soort systematisch denken dat zij probleemoplossend denken noemen. Ook in de didactische literatuur is gepubliceerd over de vraag hoe je systematisch problemen kunt aan pakken. Vaak worden enkele stappen onderscheiden. Deze stappen kunnen in deze volgorde worden doorlopen maar dat gebeurt meestal niet. Het zijn eerder logische dan chronologische stappen. Volgens de didacticus Vernooij wordt een probleem doorgaans zoekend en tastend opgelost waarbij uiteindelijk toch alle logische stappen afgerond zijn.
Vernooij onderscheidt bij de aanpak van rekenkundige problemen de volgende logische stappen die leerlingen moeten uitvoeren:
1. Oriëntatie op het probleem: wat wordt er eigenlijk gevraagd?
2. Analyse van het probleem: hoe ligt het verband tussen de onbekende en de beschikbare gegevens?
3. Planning van de uitwerking: welke rekenstappen moet men in welke volgorde zetten?
4. Berekening van de uitkomst: welke getallen vult men in de diverse rekenstappen in?
5. Controle van het proces: heeft men niks vergeten of verkeerd gedaan?
6. Evaluatie van het resultaat: wat heeft men geleerd en hoe past dit in kennis die men eerder heeft verworven?

Afgezien van stap 3 en 4, die doorgaans een iets andere gedaante hebben bij niet-rekenkundige problemen, kan dit model ook gelden voor andere vormen van systematische probleemoplossing.
De psycholoog J.P. Guilford (1973, 1985) heeft in zijn onderzoek naar menselijke intelligentie twee vormen van probleemoplossen onderscheiden:
- Convergente productie: het langs analytische weg bedenken van de beste oplossing
- Divergente productie: het langs creatieve weg komen tot (vaak verschillende) goede oplossingen

## Plan van aanpak

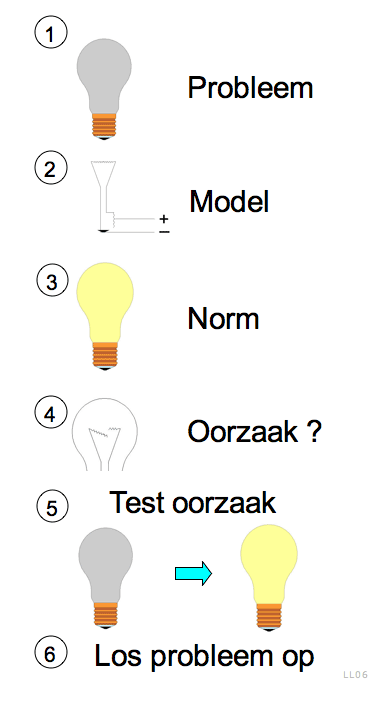
Voorbeeld: stappen van aanpak.

Om een probleem systematisch op te lossen kunnen de processtappen 2, 3 en 4 van Vernooy nog verder uitgewerkt worden:
1. Beschrijf het probleem: Probeer zo veel mogelijk variabelen te definiëren. (Onderwerp, model, type, uitvoering, probleemhebber etc.)
2. Theoretiseer het probleem: Maak van de werkelijkheid een model. Het model wordt gebruikt om de waarnemingen te beschrijven en om de onderlinge samenhang te kunnen begrijpen.
3. Bepaal de norm: Vind uit wat het zou moeten zijn. Door de norm te beschrijven wordt de afwijking gekwantificeerd.
4. Spoor oorzaak op: Door gericht informatie te verzamelen en deze te classificeren kan een causaal verband worden gevonden wat de afwijking en of het probleem verklaart. Belangrijke vragen in deze fase zijn; wie, wat, waar en wanneer. Ook is het belangrijk te onderzoeken in welke fase van de bestaan en/of levensduur het probleem optreedt. Ook kan het zijn dat het probleem wel had moeten optreden echter niet is opgetreden. Deze en ander feiten zijn belangrijk om causaal verbanden te kunnen leggen.
5. Test oorzaak: Door de klacht of het probleem te simuleren (en/of op te heffen) wordt de geldigheid van de oorzaak bewezen.
6. Los probleem op: Afhankelijk van de oorzaak kan het probleem opgelost worden.

Voorbeeld
In het eenvoudige voorbeeld (zie afbeelding rechts), is
1. het probleem is dat een gloeilamp het niet doet.
2. Om de oplossing van het probleem te kunnen vinden moet er eerst een mentaal model van het systeem gloeilamp zijn (of ontwikkeld worden).
3. Vervolgens moeten we weten hoe het zou zijn als de lamp brandt.
4. Met deze gegevens kan er gericht gezocht worden naar de oorzaak van het probleem.
5. In dit geval is de oorzaak van het probleem de breuk van de gloeidraad.
6. Door de lamp te vervangen wordt zowel de oorzaak getest als het probleem opgelost.

Bij het oplossen van minder eenvoudige problemen kan eenzelfde aanpak gehanteerd worden.